# Davide Riccardi
Davide Riccardi (Biella, 22 agosto 1833 – Torino, 20 maggio 1897) è stato un arcivescovo cattolico italiano.

## Biografia

### Origini
Davide Riccardi nacque a Biella il 22 agosto 1833, figlio del conte Giovanni Battista Riccardi di Netro, maggiore di fanteria della Regia Armata Sarda e di Eugenia Bonino dei conti di Chiavazza.
Il padre fu anche sindaco di Biella dal 1835 al 1839; secondo il giudizio di Quintino Sella fu codino, cioè reazionario, ma «tutt'altro che clericale». Nondimeno fu sostenitore dei progetti di sviluppo economico e sociale del territorio biellese, come la Scuola di arti e mestieri voluta dal vescovo Giovanni Pietro Losana, di tendenze liberali, della Scuola professionale voluta dallo stesso Quintino Sella e della ferrovia Biella-Santhià. Nella famiglia materna il bisnonno di Davide, Carlo Giovanni Giacomo Bonino aveva acquistato il feudo di Chiavazza il 9 giugno 1752 e ne era stato investito con il titolo di conte il 27 febbraio 1756.
La famiglia Riccardi fu «sempre affezionata all'Augusta Dinastia di Savoia e si recò in ogni tempo ad alto onore di fedelmente servirla» , secondo le parole dello stesso Davide Riccardi. La fedeltà fu ricambiata con la nomina di membri della famiglia alle cariche militari e civili e anche con la nomina vescovile di Alessandro Ottaviano a vescovo di Savona e Noli nel 1842: negli anni successivi si dimostrò un vescovo di tendenze liberali, secondo l'orientamento gradito alla Corte sabauda, tanto che nel 1867 sarà promosso arcivescovo di Torino come successore di Luigi Fransoni. Dopo il 1870, che segna la rottura dei rapporti tra la Corte sabauda e la Santa Sede, avere in famiglia un vescovo di designazione regia e per di più liberale non era un biglietto da visita particolarmente gradito a Roma.
Al battesimo a Davide furono imposti i nomi di Giovanni Maria Davide Eugenio Felice. Era il quarto di nove fratelli, di cui due morirono poco dopo la nascita.

### Formazione
Studiò al seminario di Biella, pur continuando a vivere in famiglia. Ebbe la vestizione a 14 anni, il 20 ottobre 1847. Proseguì gli studi alla facoltà teologica di Torino, ammesso nell'Accademia Solariana, un istituto di prestigio, in cui erano già stati alunni sia Alessandro Ottaviani Riccardi sia Lorenzo Gastaldi, futuri arcivescovi di Torino. Contava un numero chiuso di quattordici chierici, che non risiedevano in seminario, scelti tra i migliori della facoltà teologica e aspiranti alla laurea dottorale.

## Presbitero e teologo
Fu ordinato presbitero a Biella il 17 maggio 1856 dal vescovo Giovanni Pietro Losana. L'anno precedente il vescovo l'aveva già nominato professore di teologia del seminario, a soli ventitré anni. Continuò in quest'incarico per otto anni, fino a  quando nel 1863, ad appena trent'anni, non fu promosso vicario generale della diocesi, affiancando Francesco Emanuel (1807-1868). Durante gli anni dell'insegnamento in seminario fu autore di una monografia sul santuario d'Oropa Oropa nel 1858, opera redatta per suffragare l'officiatura propria per il santuario su incarico dello stesso vescovo Losana. Come insegnante si distinse per «la chiarezza, il brio e la prontezza» e la sua predicazione fu definita «facile, simpatica, illegiadrita da un'aria di novità, ma pur sempre seria e piena di zelo». In circa una quindicina di occasioni, in particolare encomiastiche, le sue omelie ebbero l'onore delle stampe.
Nel 1860 fu eletto canonico della cattedrale di Biella, nel 1868 divenne canonico prevosto, prima dignità del capitolo, succedendo allo stesso Francesco Emanuel. In un confronto con il suo successore come prevosto, il canonico Pietro Tarino, emergono alcuni tratti distintivi di Davide Riccardi: il carattere amorevole, gentile, soave, ma anche l'accortezza nelle diverse vicende della vita sociale. Questa capacità di muoversi in diversi ambienti fu spesa per consigliare e aiutare mons. Losana negli ultimi anni del suo episcopato, quando in seguito alle sue prese di posizione contro l'infallibilità pontificia al Concilio Vaticano I rischiava di trovarsi isolato. Come canonico si occupò della causa del Santuario d'Oropa, quando il santuario era minacciato dall'incameramento dei beni ecclesiastici, sventato solo con lo snaturamento del santuario in un'opera di beneficenza e con l'imposizione di nuovi Statuti nel 1868 e nel 1878, che sottraevano Oropa all'autorità ecclesiastica, estromettendo in particolare il capitolo. La posizione di Riccardi è netta: «Le cose tutte hanno la natura loro propria, a cui non bisogna toccare, se hanno da sussistere e fiorire. Così per Oropa è egli sul serio possibile laicizzare la religione e secolarizzare le chiese? Ad Oropa o la religione inspira tutto o il santuario cessa d'esistere, e, cessando Oropa non sarebbe più nulla: si riduce ad una molto mediocre villeggiatura.»
Alla morte di mons. Losana, nel 1873, fu nominato all'unanimità vicario generale capitolare. Il nuovo vescovo Basilio Leto lo confermerà vicario generale e anzi, intervenuta la nomina vescovile, lo nominerà vicario generale perpetuo.

## Episcopato

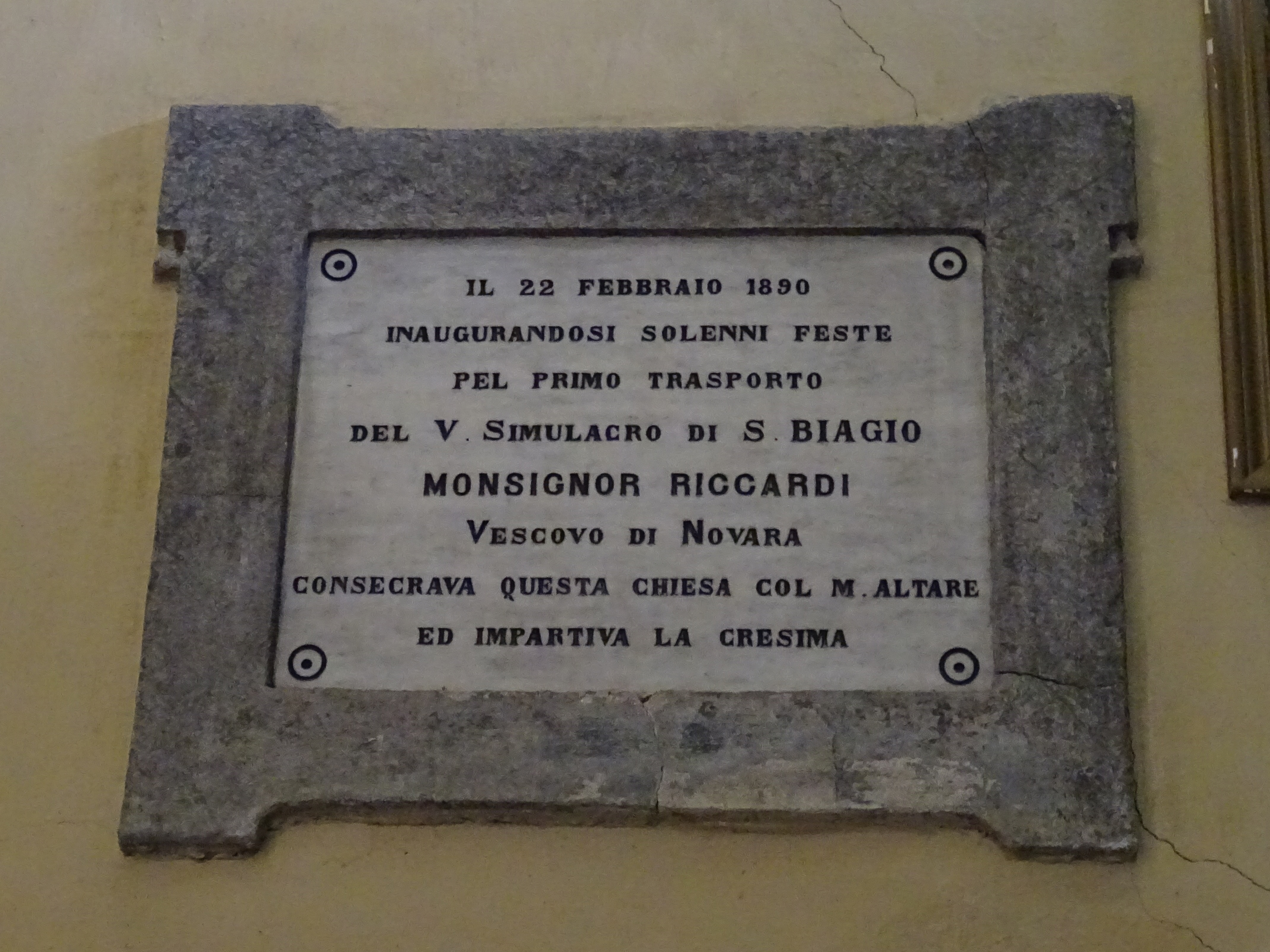
Targa nella chiesa di San Rocco di Unchio (Verbania) in memoria della consacrazione della stessa da parte di monsignor Riccardi

Una prima avvisaglia della sua nomina vescovile si ebbe nel 1874, in occasione della festa del beato Agostino de Fango, che vide la presenza a Biella di ben dieci vescovi. Riccardi si mise in luce, tanto che Lorenzo Gastaldi, arcivescovo di Torino disse pubblicamente: «Noi consideriamo il vicario generale Riccardi come nostro confratello», parole che suscitarono applausi. Fu poi invitato a fare il panegirico della festa di Sant'Eusebio a Vercelli.
Venne nominato vescovo di Ivrea il 15 luglio 1878 e ricevette la consacrazione episcopale nel duomo di Biella il 15 agosto dello stesso anno per mano del vescovo di Biella Basilio Leto, co-consacranti Emiliano Manacorda, vescovo di Fossano, e Placido Pozzi, vescovo di Mondovì. Il 29 settembre fece l'ingresso nella diocesi di Ivrea, con un seguito di undici carrozze e due cavalli. Accorse ad accogliere il nuovo vescovo Edoardo Milano, «principe dei confettieri e liquoristi piemontesi», che, con il consocio Ferdinando Baratti, offrì un rinfresco a Bollengo, suo paese natale e primo paese della diocesi lungo il tragitto. Avevano da poco aperto a Torino nella Galleria Subalpina il Caffè Baratti & Milano.
Accompagnava mons. Riccardi la fama di "conciliatorista", in linea con la posizione di mons. Losana, ma anche del suo predecessore sulla cattedra eporediese Luigi Moreno. Da lui ci si aspettava che coniugasse lo spirito del sacerdote e il dovere del vescovo all'amore della patria e al dovere del cittadino: equilibrio non facile dopo la Presa di Roma . Progressivamente Riccardi si allontana dalle tendenze liberali, come spiega lui stesso nel 1887: «Se noi cattolici, ecclesiastici e laici aborriamo il liberalismo, la ragione ne è evidente: non è per avversione al progresso ed alla libertà che favorimmo quand'era giusta: è perché ci siamo avveduti e proviamo di fatto che la libertà, nel sistema adottato dagli attuali suoi fautori, significa oppressione della Chiesa, guerra alla Religione, bando ad ogni norma di giustizia verso i cattolici». Già nel 1877 aveva parlato delle «perniciose teorie di certi liberali, ammantati della veste e del nome di cattolici».
Secondo il giudizio dell'Illustrazione Italiana: «A poco a poco, la lodevole temperanza di monsignor Riccardi andò svanendo. Divenne uno de' più intransigenti; l'organizzatore delle forze clericali intransigenti». Tuttavia, la posizione di mons. Riccardi non coincise mai con quella dell'Osservatore Cattolico di don Davide Albertario, che lo attaccò pubblicamente, né con L'Unità Cattolica di don Giacomo Margotti. Quando diventerà arcivescovo di Torino richiederà invano ai successori di don Margotti di rilevare la testata e fonderà in contrapposizione la nuova testata L'Italia Reale, il cui titolo ammicca alla distinzione tra paese legale e paese reale, mentre L'Unità Cattolica si trasferiva a Firenze.
Dopo otto anni a Ivrea, il 14 ottobre 1886, fu trasferito alla diocesi di Novara, che guidò per i successivi cinque anni. Quando nel 1891 morì Ludwig Windthorst, oppositore del Kulturkampf bismarckiano, Davide Riccardi ne tenne una commemorazione, che ebbe vasta risonanza e fu apprezzata anche da Leonardo Murialdo.
Fu infine elevato arcivescovo metropolita di Torino, il 14 dicembre 1891.
L'episcopato torinese fu caratterizzato da un'intensa azione sociale e religiosa, in particolare con il sostegno dei cattolici impegnati in politica con l'Opera dei Congressi: nel 1895 si svolse a Torino il Congresso cattolico italiano. Sostenne l'azione del canonico Giuseppe Allamano, una creatura di mons. Gastaldi, su cui mons. Alimonda aveva avuto dei sospetti. Avallò la promozione dell'Allamano a vescovo di Saluzzo, che poi naufragò per un difetto fisico. Monsignor Riccardi diede avvio anche alla causa di beatificazione di don Giuseppe Cafasso, zio del canonico Allamano.
Nel 1894 volle celebrare il secondo Congresso eucaristico nazionale, che vide la partecipazione di circa cinquanta vescovi. Nel 1897 non volle acconsentire a una solenne azione di grazie per l'incolumità di Umberto I, sfuggito al secondo attentato perpetrato da Pietro Acciarito il 22 aprile. La Stampa, foglio liberale, non mancò di notare questa presunta mancanza verso la Casa reale, mentre dal fronte opposto don Albertario, lodando infine le virtù di mons. Riccardi, continuava a giudicarlo troppo vicino e ossequioso a Casa Savoia.
Morì a Torino il 20 maggio 1897 all'età di 63 anni, di polmonite.
Benché fosse stato arcivescovo di Torino durante sette concistori, non ricevette mai la porpora nonostante i meriti e i nobili natali: pesavano, secondo il giudizio di Giovanni Berthelet, i suoi «sentimenti sinceramente devoti alla dinastia».

## Genealogia episcopale
La genealogia episcopale è:
- Cardinale Scipione Rebiba
- Cardinale Giulio Antonio Santori
- Cardinale Girolamo Bernerio, O.P.
- Arcivescovo Galeazzo Sanvitale
- Cardinale Ludovico Ludovisi
- Cardinale Luigi Caetani
- Cardinale Ulderico Carpegna
- Cardinale Paluzzo Paluzzi Altieri degli Albertoni
- Papa Benedetto XIII
- Papa Benedetto XIV
- Papa Clemente XIII
- Cardinale Bernardino Giraud
- Cardinale Alessandro Mattei
- Cardinale Pietro Francesco Galleffi
- Cardinale Giacomo Filippo Fransoni
- Arcivescovo Alessandro Riccardi di Netro
- Arcivescovo Lorenzo Gastaldi
- Arcivescovo Celestino Matteo Fissore
- Vescovo Basilio Leto
- Arcivescovo Davide Riccardi

La successione apostolica è:
- Vescovo Giacomo Costamagna, S.D.B. (1895)

## Stemma
Adottò l'antica arma dei Riccardi di Netro: inquartato: il I e il IV d'oro all'aquila coronata di nero; il II e il III d'argento alla pianta di cardo, sradicata, di tre fusti di verde, fioriti di porpora. Cimiero: ninfa di carnagione nascente, vestita di porpora, tenente nella destra un libro e nella sinistra una spada. Motto: Hic regit ille tuetur.